# Hamburger Lagerungsbedingungen
Bei den Hamburger Lagerungsbedingungen (HLB) handelt es sich um unverbindliche Empfehlungen für Allgemeine Geschäftsbedingungen des Verein Hamburger Lagerhalter e.V. und des Verein Hamburgischer Quartiersleute von 1886 e.V.
Da das Handelsgesetzbuch keine Haftungsausschlüsse und Haftungsbegrenzungen vorsieht, finden im Lagergeschäft häufig die HLB Anwendung.

## Haftungsgrenzen
Als ersatzpflichtiger Wert der Güter gilt der gemeine Wert. Soweit der Lagerhalter haftet, ist die Höhe des von ihm zu leistenden Schadenersatzes auf zwei Rechnungseinheiten für jedes Kilogramm des Rohgewichts der Ware begrenzt. Diese Haftungsgrenze entspricht der unteren Grenze des Haftungskorridors des Frachtrechts.
Für Mittelbare Schäden, die am Gute selbst entstehen, insbesondere entgangener Gewinn, haftet der Lagerhalter nicht.

## Haftungsdurchbrechung
Die Haftungsausschlüsse und Haftungsgrenzen gelten nicht wenn der Lagerhalter, oder einer seiner Erfüllungsgehilfen vorsätzlich oder leichtfertig und in dem Bewusstsein, dass ein Schaden mit Wahrscheinlichkeit eintreten werde. Die Beweislast liegt beim Einlagerer.